# Уманский округ
Уманский округ (укр. Уманська округа) — единица административного деления Украинской ССР, существовавшая с апреля 1923 по июль 1930 года. Административный центр — город Умань.
Образован в 1923 году в составе Киевской губернии. Изначально делился на 14 районов: Бабанский, Букинский, Жашковский, Катеринопольский, Ладыжинский, Маньковский, Монастырищенский, Орадовский, Оратовский, Ольховецкий, Подвысоцкий, Тальновский, Тальянский, Уманский, Цибулевский
В марте 1925 был расформирован Тальянский район, Ольховецкий район был переименован в Рыжановский, а Орадовский — в Верхняцкий. В июне 1925 года губернии на Украине были упразднены и округ перешёл в прямое подчинение Украинской ССР. Тогда же в состав округа были включены Виноградский, Звенигородский и Лысянский районы из упразднённого Шевченковского округа, а также Грановский, Тепликский и Терновский районы из упразднённого Гайсинского округа.
В июне 1930 года в состав округа вошли Бершадский, Гайсинский, Джулинский, Ладыжинский, Ольгопольский, Соболевский и Тульчинский районы из упразднённого Тульчинского округа, а также Грушковский, Голованевский, Добровеличковский, Новоархангельский та Хащеватский районы упразднённого Первомайского округа.
Округ упразднён в сентябре 1930, как и большинство округов СССР. Грановский, Ольгопольский, Соболевский и Терновский районы были расформированы, остальные переданы в прямое подчинение Украинской ССР.
По данным переписи 1926 года численность населения составляла 892,7 тыс. чел. В том числе украинцы — 92,0 %; евреи — 6,4 %.